# Vincenzo
Vincenzo (hangul: 빈센조) je južnokorejska televizijska serija. Glavne uloge su igrali Song Joong-ki, Jeon Yeo-been, Ok Taec-yeon, Kim Yeo-jin i Kwak Dong-yeon.

## Uloge
- Song Joong-ki - Vincenzo Cassano / Park Joo-hyung
- Jeon Yeo-been - Hong Cha-Young
- Ok Taec-yeon - Jang Jun-woo / Jang Han-seok
- Kim Yeo-jin - Choi Myung-hee
- Kwak Dong-yeon - Jang Han-seo

## Vanjske poveznice
- Službena stranica